# Vasiliki Katsoudi

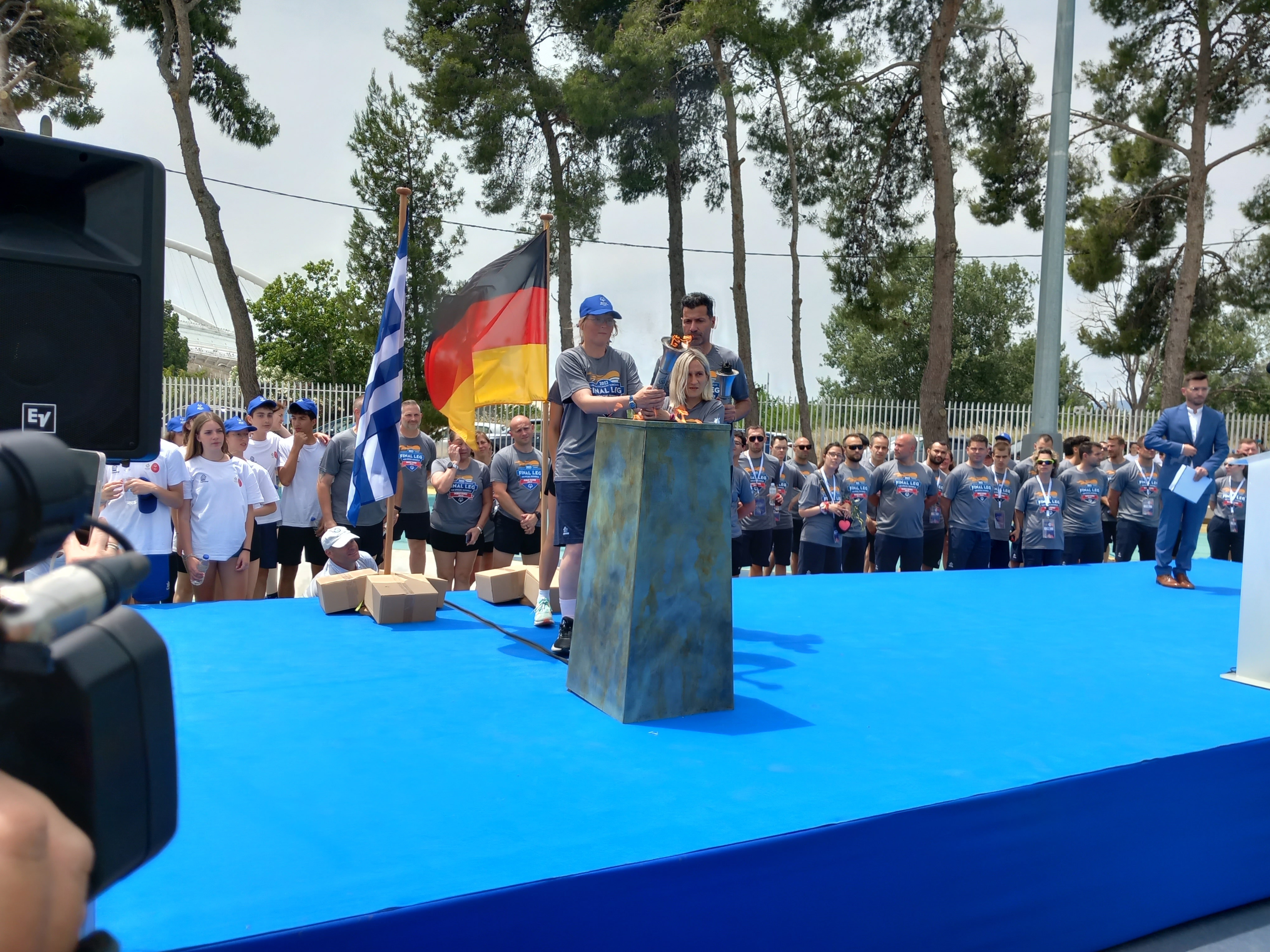
Vasiliki Katsoudi bei der Übergabe des olympischen Feuers an Deutschland 2023

Vasiliki (Vaso) Dimitra Katsoudi (griechisch Βασιλική (Βάσω) Δήμητρα Κατσούδη; * 1990 oder 1991 in Griechenland) ist eine griechische Leichtathletin der Special Olympics, die sowohl an den Special Olympics World Summer Games 2019 in Abu Dhabi als auch 2015 in Los Angeles teilnahm und mehrere Medaillen gewann.

## Leben und Karriere
Sie ist auf das Laufen spezialisiert. 2015 repräsentierte sie Griechenland bei den Special Olympics World Summer Games in Los Angeles und konnte beim 800-Meter-Lauf (Division 06) mit 3:14,59 Minuten die Silbermedaille gewinnen.
Katsoudi nahm auch an den nächsten Special Olympics World Summer Games 2019 in Abu Dhabi teil und startete bei drei Läufen und gewann in allen eine Medaille: Gold beim 4-mal-100-Meter-Staffellauf (Kategorie M03) mit 53,74 Sekunden, Bronze beim 800-Meter-Lauf (Kategorie F07) mit 3:17,90 Minuten und beim 400-Meter-Lauf (Kategorie F07) mit 1:20,10 Minuten.
Bei der Übergabe des olympischen Feuers an Deutschland anlässlich der Special Olympics World Summer Games 2023 in Berlin wurde Katsoudi als Repräsentantin von Special Olympics Hellas ausgewählt, um zusammen mit der deutschen Fußballerin Natascha Wermelskirchen am 7. Juni 2023 den Fackellauf durch Athen anzuführen. Katsoudi war auch Mitglied des Leichtathletik-Teams von Special Olympics Hellas bei den zehn Tage später stattfindenden Weltspielen in Berlin. Sie kam beim 400-Meter-Lauf von Level A (Kategorie F01) auf den achten Platz und gewann in der gemischten 4-mal-100-Meter-Staffel die Silbermedaille.
Die Leichtathletin lebt in der Gemeinde Dionysos bei Athen (Stand 2021). 2021 zeichnete sie ihre Heimatgemeinde mit einem Sonderpreis für ihre sportlichen Leistungen bei den Special Olympics aus. Eine weitere Auszeichnung erhielt sie 2022 von Dionysos. Sie ist Mitglied des Sportvereins Athlitikos Gymnastikos Syllogos Agios Stefanou To OION (Αθλητικός Γυμναστικός Σύλλογος Αγ.Στεφάνου «ΤΟ ΟΙΟΝ»).